# Patrick Gray
Pour les articles homonymes, voir Gray.
Louis Patrick Gray III (18 juillet 1916 - 6 juillet 2005) était le directeur du FBI de 1972 à 1973.

## Biographie
Gray est diplômé (BS) de l'Académie Navale des États-Unis en 1942 et sert comme officier sous-marinier pendant la Seconde Guerre mondiale.  Il entre au ministère de la Justice en 1970. Il est nommé Attorney General adjoint en 1972, mais sa nomination n'est pas confirmée par le Sénat. À la mort de J. Edgar Hoover en mai 1972, il est nommé à la tête du FBI. Son adjoint est Mark Felt, qui avouera être l'informateur « Deep Throat » dans l'affaire du Watergate. Après qu'il fut révélé que Gray avait détruit des éléments de l'enquête relative au Watergate, Gray démissionne le 27 avril 1973. En 1978, il est inculpé pour avoir approuvé des cambriolages sous l'administration Nixon, mais les charges sont abandonnées en 1980.